# ایرینا زاکیان
ایرینا زاونی زاکیان (ارمنی: Իրինա Զավենի Զաքյան؛ انگلیسی: Irina Zakyan زادهٔ ۲ سپتامبر ۱۹۶۵) خواننده اپرا سوپرانو اهل ارمنستان است.

## زندگی‌نامه
وی در ۲ سپتامبر ۱۹۶۵ در لنیناکان به دنیا آمد و از کنسرواتوار دولتی کومیتاس ایروان فارغ‌التحصیل گشت. وی به عنوان تک‌خوان در ارکستر فیلارمونیک ارمنستان، ارکستر سمفونیک رادیو ملی ارمنستان و تالار آکادمی ملی اپرا و باله آلکساندر اسپنداریان فعالیت کرده است. همچنین برندهٔ جوایزی همچون هنرمند افتخاری جمهوری ارمنستان (۲۰۱۷) شده است.

## آثار
| نقش            | نقش به ارمنی    | خالق                  | عنوان به ارمنی    | عنوان              |
| -------------- | --------------- | --------------------- | ----------------- | ------------------ |
| چیو چیو سان    | Չիո Չիո Սան     | جاکومو پوچینی         | «Մադամ Բատերֆլայ» | مادام باترفلای     |
| جورجتا         | Ջորջետա         | جاکومو پوچینی         | «Թիկնոցը»         | شنل                |
| میمی           | Միմի            | جاکومو پوچینی         | «Բոհեմ»           | لا بوهم            |
| لیو            | Լիու            | جاکومو پوچینی         | «Տուրանդոտ»       | توران‌دخت           |
| پائولینا       | Պաոլինա         | گائتانو دونیزتی       | «Պողիկտոս»        | پولیوتو            |
| دزدمونا        | Դեզդեմոնա       | جوزپه وردی            | «Օթելլո»          | اتلو               |
| ماریا بوکانگرا | Մարիա Բոկանեգրա | جوزپه وردی            | «Սիմոն Բոկանեգրա» | سیمون بوکانگرا     |
| ندا            | Նեդա            | روجرو لئونکاوالو      | «Պայացներ»        | پالیاچی            |
| تاتیانا        | Տատյանա         | پیوتر ایلیچ چایکوفسکی | «Եվգենի Օնեգին»   | یوگنی آنگین (اپرا) |
| لیزا           | Լիզա            | پیوتر ایلیچ چایکوفسکی | «Պիկովայա դամա»   | ملکه بیل‌ها         |